# Pierre Quézel
Pierre Quézel, né au Vigan le 9 septembre 1926, mort à Roquevaire le 21 octobre 2015  est un botaniste et écologue français. Il fut docteur en médecine et docteur ès sciences.

## Biographie
Après avoir été formé à Montpellier, tout d'abord docteur en médecine, Pierre Quézel devient assistant, maître de conférences puis professeur de botanique à l'université d'Alger. À partir de 1950, il se consacre principalement à l'étude de la flore et de la végétation des hautes montagnes du Maghreb. Il achève en 1963 avec son collègue Sébastien Santa la rédaction de la "Nouvelle Flore d'Algérie" en 2 tomes.
En 1962, il est nommé à Marseille où il crée, deux ans plus tard, le laboratoire de botanique et écologie méditerranéenne (LBEM) lors de l'ouverture de la faculté de Saint-Jérôme. Avec Juliette Contandriopoulos, Armand Pons, et d'autres collaborateurs, il travaille sur les écosystèmes méditerranéens, en particulier forestiers et montagnards, en France, en Grèce, en Turquie, à Chypre, en Syrie et au Liban, mais aussi sur le Sahara.
En 1975, il fonde Ecologia Mediterranea, revue scientifique sur l’écologie fondamentale ou appliquée des régions méditerranéennes, à l’exception des milieux marins.
En 1984, il fusionne son laboratoire avec le Laboratoire de botanique historique et palynologie (LBHP) pour fonder l'Institut méditerranéen d'écologie et de paléoécologie (IMEP) qu'il codirige.

## Œuvre scientifique

### Livres
- Flore de l'Afrique du Nord : Maroc, Algérie, Tunisie, Tripolitaine, Cyrénaïque et Sahara / par le Dr René Maire ; publié par Pierre Quézel.les tomes sont téléchargeables en ligne Pierre Quézel est le coéditeur du tome 5 avec Marcel Guinochet et l'éditeur des tomes 6 à 16.
- Contribution à l'étude phytogéographique et phytosociologique du Grand Atlas calcaire - Rabat : Institut scientifique chérifien, 1953. 1 vol. (60 p.) : graphiques, pl., tableau ; gr. in-8
- Contribution à l'étude de la flore et de la végétation du Hoggar -   Alger : impr. de Imbert, 1954. Gr. in-8°, 164 p., fig., pl., tableaux, errata
- Récoltes botaniques au Tibesti / avec Georges Chevassut. - Office national anti-acridien. Bulletin no 7, juin 1956 - Maison-Carrée, Alger, Institut agricole d'Algérie (Impr. la Typo-litho et J. Carbonel réunies), 1956. In-8° (24 cm), 18 p., pl.

- La Végétation du Sahara, du Tchad à la Mauritanie - Stuttgart : G. Fischer ; Paris : Masson et Cie, 1965.    Gr. in-8° (25 cm), XII-336 p., ill.

- Mission botanique au Tibesti - Alger, impr. d'E. Imbert, 1958. In-4° (27 cm), 360 p., fig., pl., cartes, tableaux, couv. ill. Université d'Alger. Institut de recherches sahariennes. Mémoire no 4.
- Écologie et biogéographie des forêts du bassin méditerranéen, avec Frédéric Médail
- Pierre Quézel et Sébastien Santa (préf. Louis Emberger), Nouvelle flore de l’Algérie et des régions désertiques méridionales, t. 1, Paris, CNRS, 1962, 1-558 p. (lire en ligne)
- Pierre Quézel et Sébastien Santa (préf. Louis Emberger), Nouvelle flore de l’Algérie et des régions désertiques méridionales, t. 2, Paris, CNRS, 1963, 571-1170 p. (lire en ligne)
- P. Quézel, Réflexions sur l'évolution de la flore et de la végétation au Maghreb méditerranéen, Paris, Ibis press, 2000, 117 p., 24 cm (ISBN 2-910728-15-3, BNF 37622288)
- P. Quézel et F. Médail, Écologie et biogéographie des forêts du bassin méditerranéen, Paris, Elsevier, 2003, 572 p.  (ISBN 2-84299-451-5)

### Articles
- « Cèdres et cédraies du pourtour méditerranéen : signification bioclimatique et phytogéographique », Forêts méditerranéennes, vol. 19, no 3,‎ 1998, p. 243-260 (lire en ligne)